# Assírios (grupo étnico)
Os assírios (em turco: süryaniler; em curdo: asûrî), também conhecidos como siríacos e caldeus são um grupo étnico semita com origem no Crescente Fértil. Hoje, o seu  território faz parte de vários países, no entanto, ao contrário do que muitos acreditam, o povo assírio não desapareceu depois da queda do Império Assírio, mas passou a constituir minorias étnicas sob o domínio de outras etnias desde o início da Idade Média.

## Região
Tradicionalmente, os assírios têm vivido no Iraque, nordeste da Síria, noroeste do Irã e sudeste da Anatólia, na Turquia. Muitos migraram para a região do Cáucaso, América do Norte e na Europa durante o século passado. A principal divisão sub-étnica situa-se entre um grupo oriental (Igreja Assíria do Oriente e os "cristãos caldeus" assírios) e outro  ocidental (jacobitas sírios). Cristãos caldeus  são populações de etnia assíria adeptos da Igreja Católica Caldéia, a maioria se converteu ao catolicismo vindos da Igreja do Oriente, nos séculos XVII e XVIII . Eles não devem ser confundidos com os cristãos de São Tomás da Índia (também chamados de Igreja Caldeia Síria), que às vezes também são conhecidos como "cristãos caldeus", mas são etnicamente Nasrani (falantes do malaiala).
A diáspora e as comunidades de refugiados são baseadas na Europa (especialmente Suécia, Grã-Bretanha, Dinamarca, Alemanha e França), América do Norte, Austrália, Nova Zelândia, Líbano, Arménia, Geórgia, sul da Rússia e Jordânia. A emigração foi desencadeada por eventos tais como o genocídio assírio, no período da Primeira Guerra Mundial, durante a dissolução do Império Otomano, o massacre Simele no Iraque (1933), a revolução islâmica no Irã (1979) e a Operação Anfal de Saddam Hussein.
Mais recentemente, a Guerra do Iraque provocou o deslocamento da comunidade assíria da região, pois os seus membros  passaram a enfrentar perseguição étnica e religiosa.  Segundo a Organização das Nações Unidas, de um milhão (ou mais) de iraquianos que deixaram o Iraque desde a ocupação americana, quase 40% são assírios, embora os assírios representassem apenas 3% da população iraquiana antes da guerra.

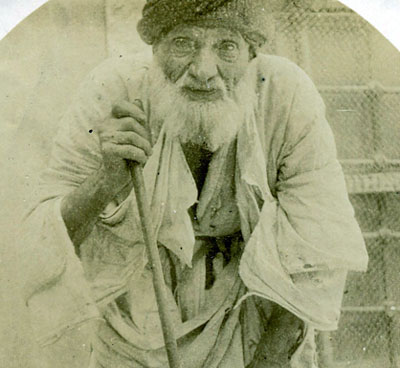
Homem assírio de 107 anos de Mossul, Iraque, 1895

## Os assírios após a queda do Império Assírio
Depois da queda de Nínive, tomada pela Babilônia, os assírios passaram a ser uma minoria étnica e religiosa. No século V, mais de 153 000 assírios foram executados por Isdigerdes II, em Quircuque, então parte do Império Sassânida. Em meados do século VII, aconteceu a conquista árabe da região. No século XIX, os assírios sofreriam um grande massacre, perpetrado por um emir curdo, o massacre de Badr Khan.

### Século XX

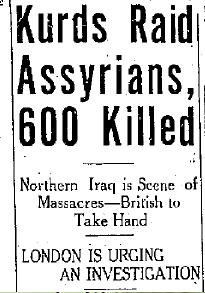
Matéria do jornal canadense Lethbridge Herald, de agosto de 1933, sobre o massacre de Simele

Durante a Primeira Guerra Mundial, em 1915, sob o Império Otomano, aconteceu o genocídio assírio, assim como o genocídio armênio e o genocídio grego - populações cristãs vivendo na época no território otomano. O massacre foi perpetrado com a ajuda do povo curdo.[carece de fontes?]
Em 1933, aconteceu o massacre de Simele, quando morreram  600 a 3 000 assírios, sob o falso pretexto de uma conspiração dos cristãos do país contra o governo e como desculpa para desviar a atenção da revolta xiita que acontecia no sul do país.
Entre 1986 e 1989, aconteceu a Operação Anfal, sob o ditador Saddam Hussein, que tinha como alvos as minorias não árabes: curdos, shabaks, judeus, iazidis, mandeus, turcomenos iraquianos e assírios. A operação resultou na morte de 50 a 100 mil civis.
Mesmo antes da invasão do grupo Estado Islâmico do Iraque e do Levante, as igrejas cristãs estavam sendo bombardeadas depois da invasão, desde 2004, com o caos e a fragmentação do país, em constante guerra civil.
A política assíria é controlada pelos inimigos históricos curdos, que constantemente ocupam terras assírias, violam direitos humanos da minoria assíria  e contam com o apoio dos Estados Unidos e Israel, sendo os aliados não árabes na região e formando o chamado "corredor curdo" entre a Turquia e o Irã.
O movimento de independência assírio reclama o norte do Iraque (região da Mesopotâmia) e terras adjacentes (nordeste da Síria, sudeste da Turquia e noroeste do Irã) continua na obscuridade, com pouco ou nenhum apoio dos aliados históricos armênios e de outros governos.[carece de fontes?]